# Markgrevskapet Istrien
Markgrevskapet Istrien (italienska: Margraviato d'Istria, kroatiska: Markgrofovija Istra, slovenska: Mejna grofovija Istra, tyska: Markgrafschaft Istrien) var en administrativ enhet inom kejsardömet Österrike, sedermera Österrike-Ungern från 1860 till 1918. Markgrevskapet skapades efter avskaffandet av kronlandet kungariket Illyrien och kom tillsammans med den kejserliga riksstaden Trieste och grevskapet Görz och Gradisca att bilda kronlandet Österrikiska kustlandet. Territoriellt omfattade markgrevskapet halvön Istrien i dagens Kroatien, Slovenien och Italien. Dess regionala beslutande församling istriska lantdagen var förlagd i Poreč.  

## Referenser

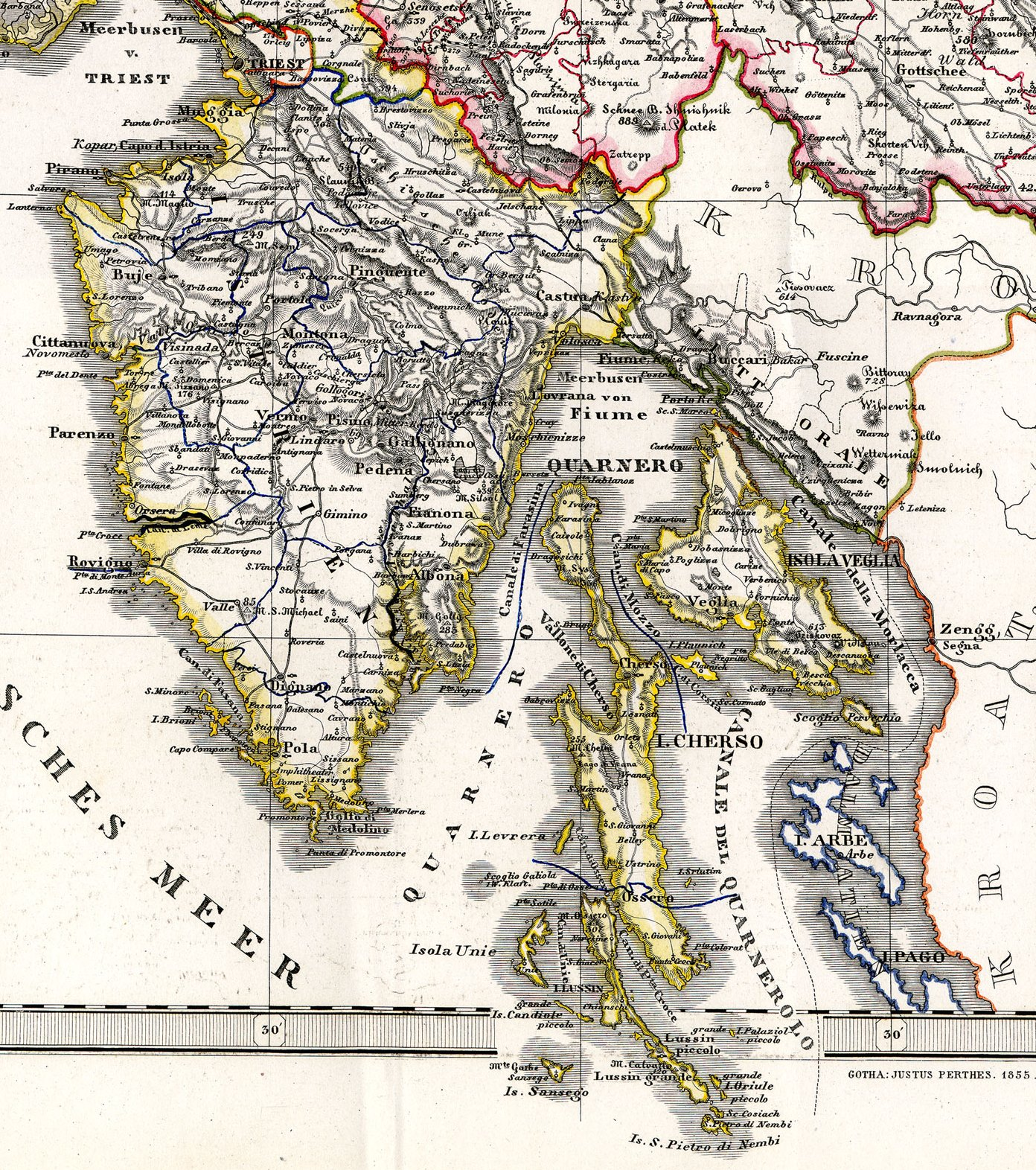
Markgrevskapet Istrien 1849–1918